# Mitsuru Adachi
Mitsuru Adachi (jap. あだち 充, Adachi Mitsuru, eigentlich 安達 充; * 9. Februar 1951 in Isesaki, Präfektur Gunma, Japan) ist ein japanischer Manga-Zeichner.

## Werdegang
Nach Abschluss der Oberschule ging Mitsuru Adachi 1969 nach Tokio, wie sein älterer Bruder Tsutomu bereits zuvor. Bereits vor dem Umzug hatte er seine ersten Arbeiten im experimentellen Manga-Magazin COM veröffentlicht. Nachdem er für kurze Zeit als Assistent beim Manga-Zeichner Isami Ishii gearbeitet hatte, wurde er einem breiteren Publikum durch seine Kurzgeschichte Kieta Bakuon, die 1970 in einer Sonderausgabe des Shōnen Sunday erschien, bekannt.
In den 1970ern konzentrierte sich Adachi vermehrt auf Shōjo-Manga und setzte die Geschichten anderer Autoren grafisch um. Die Geschichte des Baseball-Mangas Nine schrieb er selbst. Dieser erschien ab 1979 in einem Shōnen-Magazin, es folgten weitere längere Serien. Mit Hiatari Ryōkō! zeichnete er von 1980 bis 1981 erneut einen Manga für Mädchen, der 1982 auch als Fernsehserie umgesetzt wurde. Die Mangas Miyuki und Touch waren seine ersten Werke, die als Anime-Serien verfilmt wurden. Während Miyuki eine reine romantische Komödie ist und für das an eine etwas ältere Zielgruppe gerichtete Magazin Shōnen Big Comic entstand, handelt Touch von einer Dreiecksbeziehung und thematisiert am Rande Baseball. Für Miyuki erhielt Adachi 1983 den Shōgakukan-Manga-Preis, Touch wurde noch mehrfach als Film adaptiert.
Weitere bekannte Sport-Comics zeichnete er mit Slow Step, Rough und Katsu!. 1992 kehrte er mit H2 zum Thema Baseball zurück, der Manga wurde 2005 als Fernsehserie umgesetzt. Mit dem Seinen-Manga Bōken Shōnen, der von 1998 bis 2006 jährlich veröffentlicht wurde, schuf Adachi eine Sammlung von Kurzgeschichten, die sich im Kern alle um das Thema des Erwachsenwerdens drehen. Parallel dazu arbeitete er bis April 2010 an Cross Game, einem weiteren Baseball-Manga für das Shōnen Sunday-Magazin, für den er 2009 mit einem weiteren Shogakukan-Manga-Preis ausgezeichnet wurde. Eine Anime-Adaption folgte im gleichen Jahr. Von 2009 bis 2012 erschien die Serie Q & A im Gessan Magazin, seitdem arbeitet er an den laufenden Serien Asaoka Kōkō Yakyūbu Nisshi: Over Fence und Mix.

## Werke (Auswahl)
- Kieta Bakuon, 1970
- Gamushara (がむしゃら), 1976, gemeinsam mit Jūzō Yamazaki
- Hatsukoi Koshien (初恋甲子園), 1976, gemeinsam mit Jūzō Yamazaki
- Nakimushi Koshien (泣き虫甲子園), 1977, gemeinsam mit Jūzō Yamazaki
- Nine (ナイン), 1978–1980
- Hiatari Ryōkō! (陽あたり良好!), 1980–1981
- Miyuki (みゆき), 1980–1984
- Touch (タッチ), 1981–1987
- Slow Step (スローステップ), 1986–1991
- Rough (ラフ), 1987–1989
- Short Program, 1988
- Niji-iro Tōgarashi (虹色とうがらし), 1990–1992
- Jinbē (じんべえ), 1992–1997
- H2, 1992–1999
- Bōken Shōnen (冒険少年), 1998, seit 2005
- Itsumo Misora (いつも美空), 2000–2001
- Katsu!, 2001–2005
- Cross Game (クロスゲーム), 2005–2010
- My Sweet Sunday, 2009, gemeinsam mit Rumiko Takahashi
- Q & A, 2009–2012
- Asaoka Kōkō Yakyūbu Nisshi: Over Fence (浅丘高校野球部日誌― オーバーフェンス), seit 2011
- Mix, seit 2012
- Short Game (SHORT GAME ～あだち充が短編で紡ぐ高校野球～ Short Game: Adachi Mitsuru ga Tanpen de Tsumugu Kōkō Yakyū), 2014